# Epigynopteryx barbaria
Epigynopteryx barbaria är en fjärilsart som beskrevs av Charles Oberthür 1911. Epigynopteryx barbaria ingår i släktet Epigynopteryx och familjen mätare. Inga underarter finns listade i Catalogue of Life.